# Messe Nr. 4 (Schubert)
Die Messe Nr. 4 in C-Dur D 452 ist eine Messvertonung für Soli, Chor und Orchester von Franz Schubert aus dem Jahr 1816.
Die Uraufführung der Messe dürfte Ende 1816 in der Lichtentaler Pfarrkirche stattgefunden und dabei Schuberts Jugendliebe Therese Grob das Sopransolo gesungen haben. Eine weitere Aufführung zu Lebzeiten des Komponisten ist kurz nach der Veröffentlichung des Stimmenmaterials für den Spätsommer 1825 nachgewiesen, darüber wurde von Ignaz Franz Castelli nach Dresden berichtet: 

„In der Pfarrkirche zu St. Ulrich am sogenannten Platzl ist eine neue Missa solemnis von der Composition unsers beliebten Lieder-Componisten Schubert zum Feste Maria Geburt aufgeführt worden und hat den Beweis geliefert, daß der junge Mann auch im strengen Kirchensatze große Kenntnisse besitze. Innerer Gehalt und Wirkung sind bedeutend.“